# Phoenix canariensis
Phoenix canariensis, hay chà là Canary, chà là hoàng oanh, chà là gai, chà là Trung Đông, là loài thực vật có hoa thuộc họ Arecaceae. Loài này được Chabaud miêu tả khoa học đầu tiên năm 1882.
Bản địa cây này là quần đảo Canaria phía tây bắc châu Phi nhưng đã được đem trồng nhiều nơi như một loại cây kiểng khắp vùng nhiệt đới và bán nhiệt đới.

## Việt Nam
Cây chà là hoàng oanh quen phong thổ khô ráo Bắc Phi, kỵ úng nước nên không phổ biến ở Việt Nam. Tuy nhiên vào thời Pháp thuộc một số cây cũng được ươm trồng, trong số đó còn lại duy nhất bốn cây trong khuôn viên Sở Công chánh Huế, đến năm 2008 thì bị bứng về trồng ở Hội Văn hóa Việt-Nhật, phường Vĩ Dạ.
Có nhà chuyên môn đã lên tiếng coi gọi bảo vệ 4 cây này với lịch sử 100 năm trên đất Huế.

## Hình ảnh

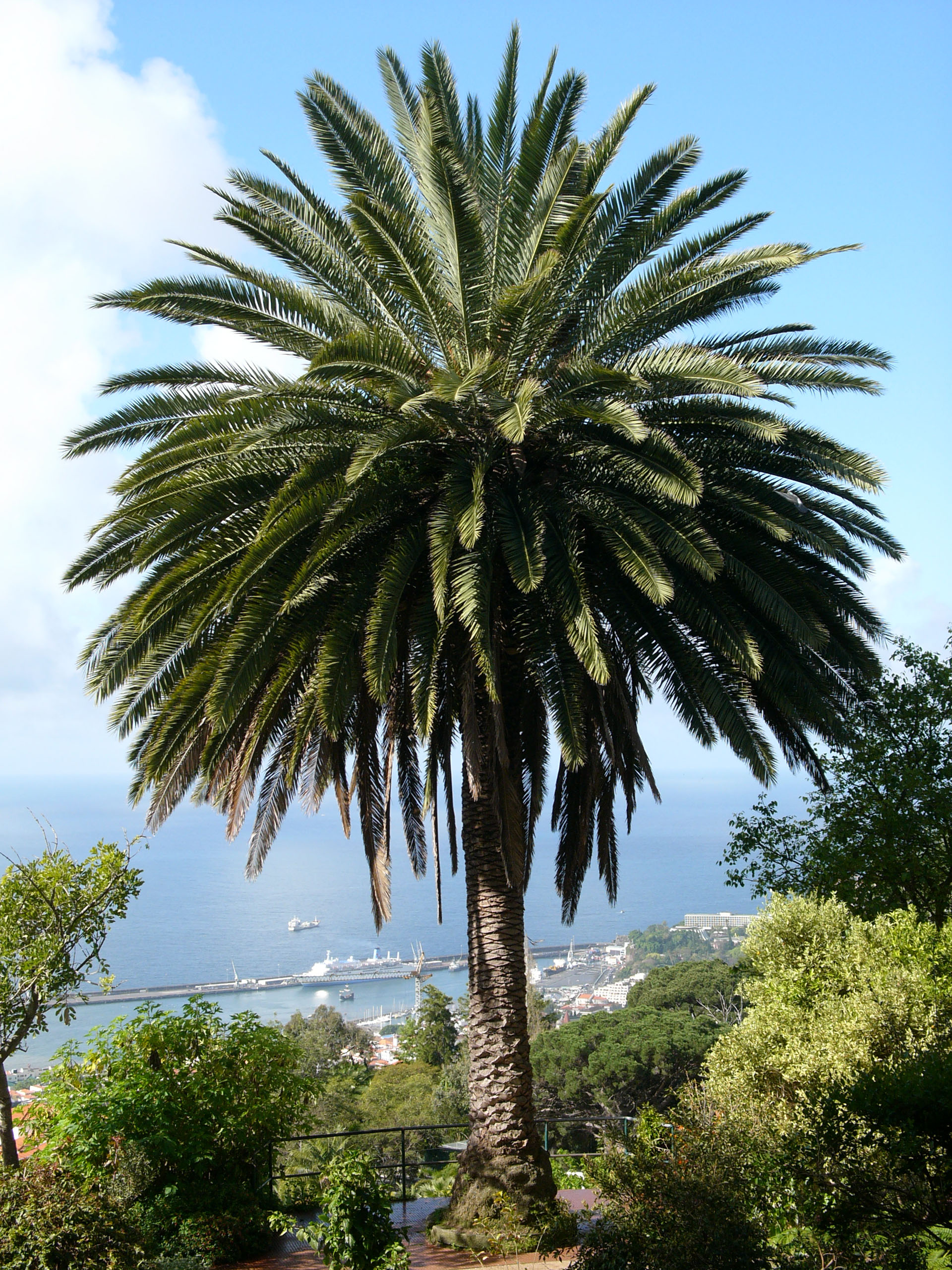
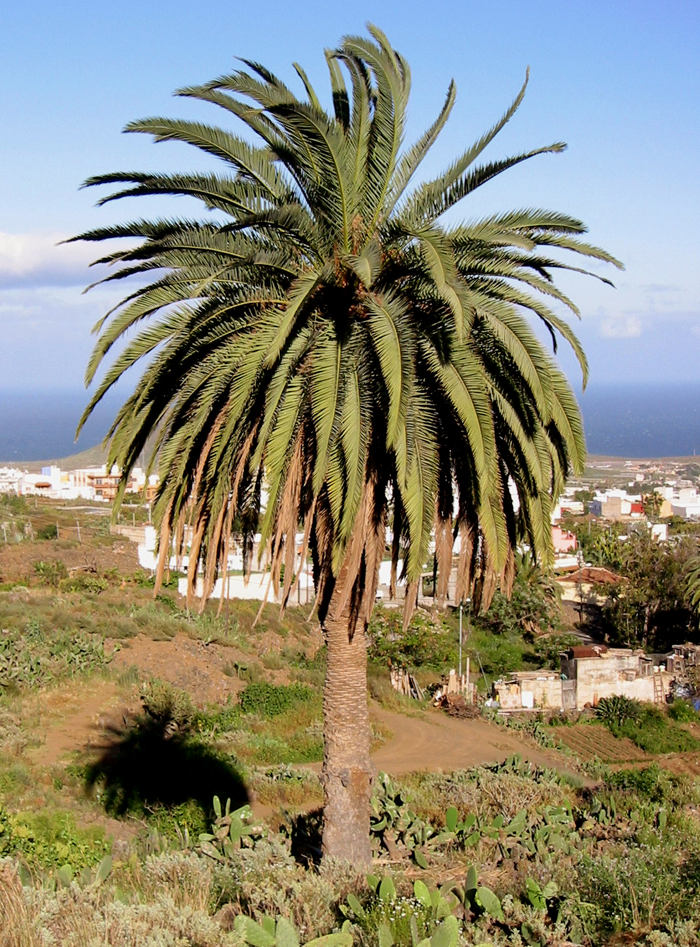
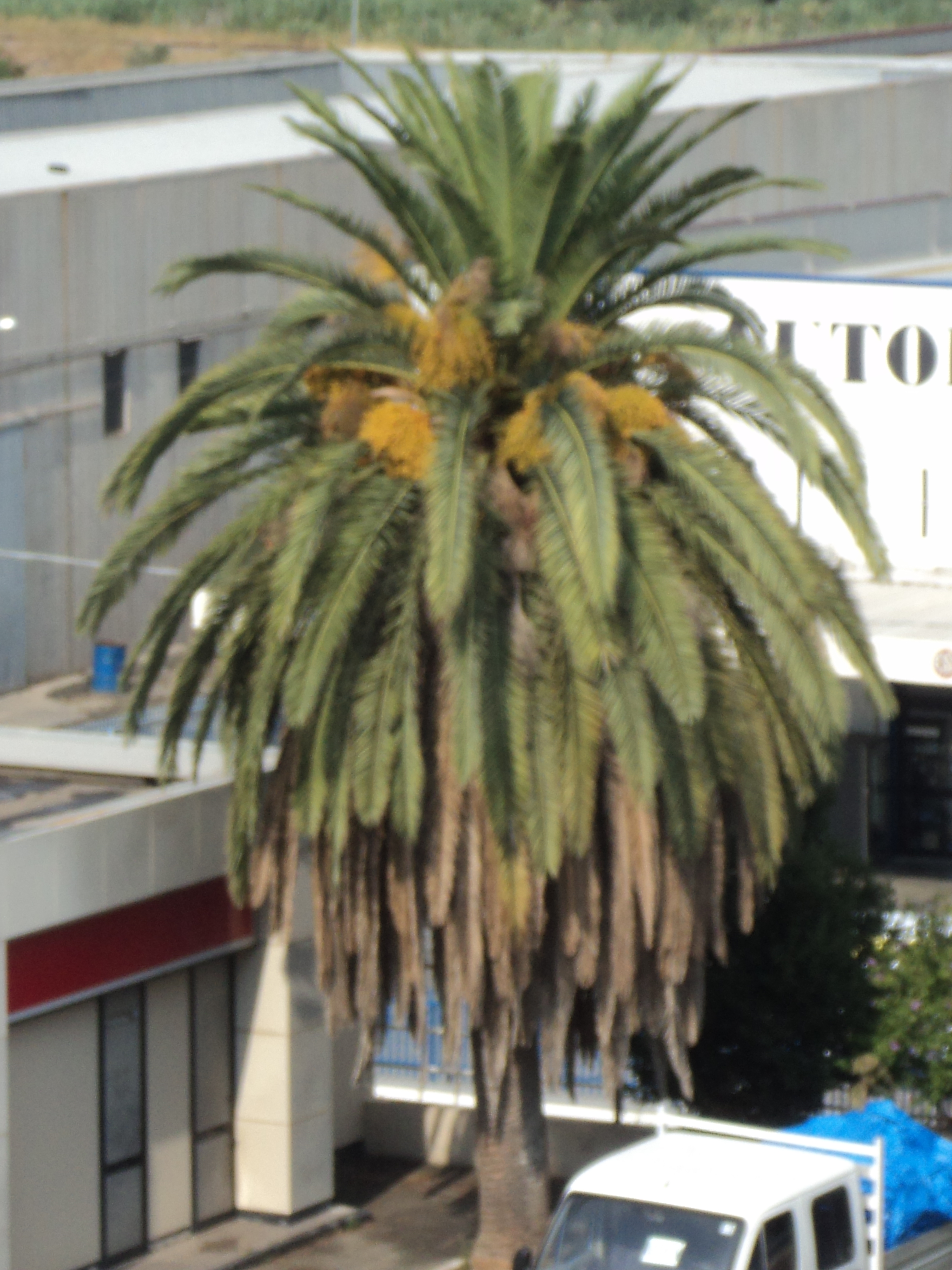
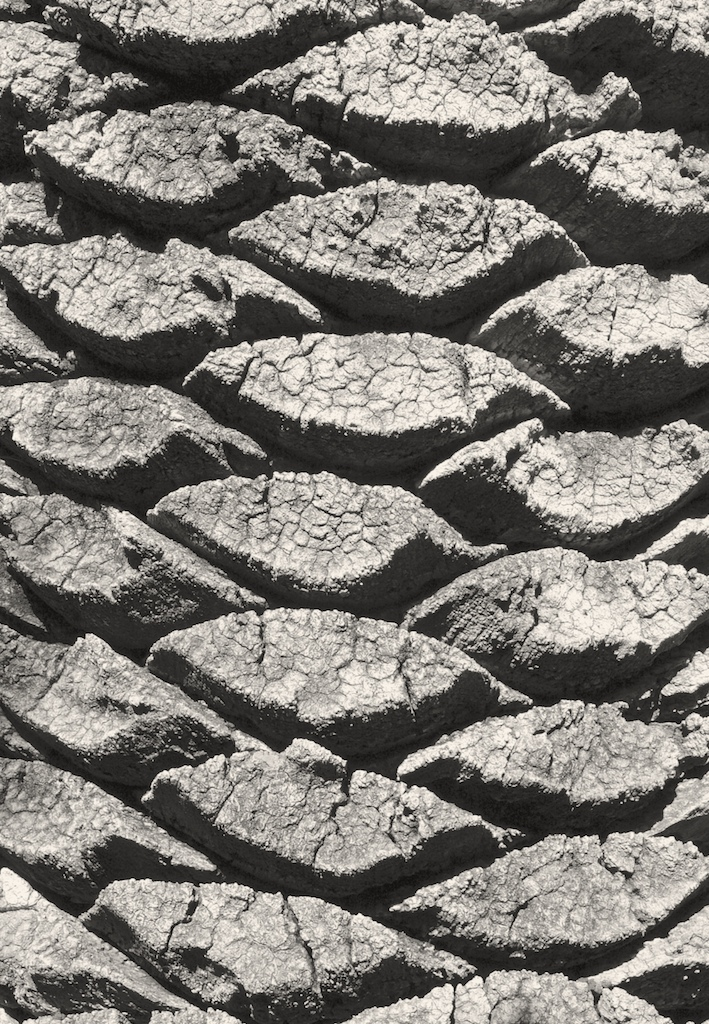